# 스티브 바이
스티브 바이(영어: Steve Vai, 1960년 6월 6일 ~ )는 미국의 기타리스트, 작곡가, 싱어송라이터, 프로듀서이다. 그래미 어워드 3회 수상자이자 15회 후보였던 바이는 1978년 프랭크 자파의 편곡자로 음악 경력을 시작했고 1980년부터 1983년까지 자파의 밴드에서 활동했다. 그는 1983년에 솔로 활동을 시작했고 현재까지 8장의 솔로 음반을 발매했다. 그는 알카트라즈, 데이비드 리 로스, 화이트스네이크와 함께 녹음하고 투어했으며 퍼블릭 이미지 리미티드, 메리 J. 블라이즈, 스파이널 탭, 그리고 오지 오스본과 같은 가수들과 함께 녹음했다. 또한 바이는 라이브 전용 공연인 G3, 자파 플레이즈 자파, 익스피리언스 헨드릭스 투어, 헤드라인 국제 투어 등과 함께 투어를 했다.
바이는 "매우 개인주의적인 연주자"이자 "1980년대에 전면에 등장한 헤비 록과 메탈의 거장" 세대의 일부로 묘사되어 왔다. 그는 1984년에 첫 솔로 음반인 《Flex-Able》을 발매했고, 그의 가장 성공적인 음반인 《Passion and Warfare》 (1990년)는 "80년대 가장 부유하고 최고의 하드 록 기타-비르투오소 음반"으로 묘사되었다. 그는 《기타 월드》 잡지에 의해 "10번째로 위대한 기타리스트"로 뽑혔고 1,500만 장 이상의 음반을 팔았다.

## 어린 시절
이탈리아 이민자들의 후손인 스티브 바이는 1960년 6월 6일 뉴욕주 칼 플레이스에서 태어났다. 그는 요한과 테레사 바이의 넷째 아들이다. 그는 음악에 대한 그의 첫 경험을 다음과 같이 묘사했다. "5살 때 피아노 쪽으로 걸어가서 음을 쳤더니 오른쪽은 음이 높아지고 왼쪽은 음이 낮아지는 것을 발견했습니다. 바로 그 순간, 저는 완전한 깨달음을 얻었습니다. 저는 음악이 어떻게 만들어졌고 어떻게 그것이 이론적인 관점에서 작용했는지에 대한 본능적인 깨달음으로 넘쳐났습니다. 음악의 모든 언어는 매우 명백했습니다. 저는 또한 음악을 창조하는 것이 무한한 개인적 표현이라는 것을 수 년 동안 더 깊어졌던 것을 즉시, 본능적으로, 그리고 분명하게 이해했습니다. 저는 제가 이것을 할 수 있고, 음악을 만들 수 있으며, 제가 원하는 어떤 것이든 될 수 있다는 것을 깨달았습니다."
1년 후, 6살 때, 바이는 기타를 처음 접하게 되었다. "저는 초등학교 강당에서 기타를 연주하는 9살짜리 소년을 보았고, 그것이 제가 가졌던 또 다른 깨달음이었어요. 이 악기는 처음 알아보았습니다. 제가 그 기타를 보고 이 아이가 연주하는 것을 보았을 때, 저는 본능적으로 제가 언젠가 기타를 연주하게 될 것이라는 것과 그것이 제 악기일 것이라는 것을 알았습니다. 제가 어떻게 알았는지 묻지 마세요, 그냥 알았어요. 제가 본 것 중 가장 멋진 것이었어요."
어린 아이였을 때, 바이는 그의 부모님이 들었던 음악에 영향을 받았다. 특히 그가 "음악적 각성"이라고 인용한 한 음반은 1961년 영화 《웨스트 사이드 스토리》의 오리지널 영화 사운드 트랙이었다. 11살 때, 바이는 컨템포러리 록과 그 시대의 프로그레시브 음악을 접했고, 12살 때 레드 제플린의 〈Heartbreaker〉의 기타 솔로를 듣고 기타를 연주하기로 결심했다.
1973년, 바이는 뉴욕 출신의 동료 조 새트리아니로부터 기타를 배우기 시작했고 고등학교 내내 지역 밴드(오하이오 익스프레스, 서커스, 그리고 레이지)에서 연주했다. 바이는 지미 페이지, 브라이언 메이, 리치 블랙모어, 제프 벡, 지미 헨드릭스, 재즈 퓨전 기타리스트 앨런 홀즈워스, 알 디 미올라 같은 예술가들을 그 시대의 주요한 영향 중 하나로 꼽는다.  1978년, 작곡과 이론에 대한 그의 관심을 더 추구하기 위해, 바이는 매사추세츠주 보스턴에 있는 버클리 음대에 다녔다. 버클리 대학에 있는 동안, 바이는 프랭크 자파에서 전사자로 일하기 시작했고, 4학기 중반에 캘리포니아주로 건너가 자파의 세션과 투어 아티스트로 경력을 쌓기 시작했다. 또한 바이는 버클리 대학에서 미래의 배우자 피아 마이오코를 만났고, 그 이후로 함께 지내왔다. 그들은 두 명의 자녀를 두고 있다. 2003년, 바이는 버클리로부터 명예 음악 박사 학위를 받았다.

## 스타일 및 영향력
13살 때, 그의 첫 기타를 구입하고 뉴욕 출신의 동료 조 새트리아니로부터 첫 레슨을 받기 시작한 후, 바이는 연습의 규율에 사로잡히게 되었다. 하루에 10시간에서 15시간 연습 일정의 엄격하고 체계적인 훈련으로 구성된 바이의 연습 일과는 그의 남은 경력 동안 그의 직업 윤리의 기초가 되었다. 프랭크 자파에 의해 고용되는 동안, 바이는 매우 리드미컬하게 복잡한 음악을 녹음하고 연주했는데, 만약 느리고 완벽하다면, 어떤 음악도 연주될 수 있다고 믿었다.
바이의 첫 번째 솔로 음반인 《Flex-Able》은 1984년에 솔로 가수로서 그의 경력을 시작했다. 이 음반이 녹음된 기간 동안, 바이는 프랭크 자파의 밴드에서 그의 이전 재임에 큰 영향을 받았다. 원래 발매될 의도가 없었던 《Flex-Able》은 바이의 문체의 절충적인 성격에서 특정한 창조적인 "변덕"과 "각"의 자유를 표현했다. 바이의 두 번째 솔로 음반인 《Passion and Warfare》는 좀 더 성숙하고 진화한 "시그니처" 스타일을 표현했지만, 바이의 향후 발매에 계속해서 영향을 미칠 어떤 제약 없는 영감의 자유를 유지했다. 그의 영감에 대해 말하면서, 바이는 그가 《The Story of Light》의 9번째 트랙 〈Weeping China Doll〉에 녹음하여 사용한 그의 스튜디오 밖의 울타리에 밀어올린 꽃으로부터도 여러 가지 형태가 떠오른다고 말했다. 지속적으로 영감을 받은 것은 아니라고 표현하면서, 바이는 그가 "음악적 명상"이라고 부르는 개념을 사용하여 그가 "울트라 존"이라고 부르는 의식 상태로 들어간다. 이 비판적이지 않은 마음의 틀 안에서, 바이는 음악적인 아이디어의 형태로 영감을 얻을 수 있다. 이러한 영감의 순간들을 위해, 바이는 그가 그의 전체 경력 동안 모은 수천 개의 노래 아이디어의 조각들을 모아 만든 "인피니티 쉘프"라고 부르는 것을 만들었다. 이러한 난해한 원칙들은 많은 다른 정보들 중에서 바이가 그의 에일리언 기타 시크릿츠 마스터클래스에서 가르친다.
바이의 연주 스타일은 그의 음악에 특화된 기타 기술(양손 두드림, 얼터너티브 피킹, 레가토, 하이브리드 피킹, 스위프 피킹, 와미바 곡예, 원형 비브라토 등)과 다양한 녹음 기술을 사용한다.

## 주목할 만한 공헌

### 프랭크 자파와 함께 작업
프랭크 자파의 필사가로서, 바이는 리듬 음악의 표기법에 대한 다양한 개념화를 사용하여 자파의 가장 리드미컬하게 복잡한 음악 중 일부를 녹음했다. 바이는 "소재를 옮겨 적으면서, 저는 종종 제가 전에 보지 못했던 다양한 표기 장치와 구조를 생각해내기 위해 제 상상력의 직관적인 영역에 도달하게 되는 상황에 직면했습니다. 나는 곧 많은 현대 작곡가들이 이 표기법을 사용하고 있다는 것을 알게 되었다." 이러한 개념은 다양한 자파 음반의 바이의 기타와 드럼으로 구성된 "프랭크 자파 기타 북"에서 볼 수 있다. 바이는 1980년부터 1983년까지 자파와 함께 순회공연을 하며 당시 자파의 밴드와 함께 기술적으로 까다로운 이 음악을 선곡했다.

### 에일리언 기타 시크릿츠 마스터클래스
삶과 음악계에서 자신의 경험을 가르치고 공유하는 모습을 항상 즐겼던 바이는 2006년 투어 마스터클래스인 "에일리언 기타 시크릿츠" 시리즈를 시작했다. 이 강좌에서는 바이는 자신의 음악계 경험에 대한 공개 토론회를 열고 성공을 이해하는 핵심 원칙과 연극에 대해 설명한다. 백 트랙(종종 그와 함께 잼을 하기 위해 클래스 참석자들을 초대함), 질문에 답하고, 기타 기법의 핵심 포인트를 분명하게 표현하며, 더 중요한 것은 기술을 넘어 연극에서 보다 심오한 난해한 원리들로 나아간다. 바이는 기타/음악적으로나 정신적으로나 그의 인생과 경력의 모든 분야에서 그를 도왔던 어떤 개념들을 상세히 묘사하고 있다. 바이는 자신의 경험에서 나온 예를 사용하여 마스터 클래스 참가자들과 이러한 개념을 쉽게 공유하며, 자신의 생각의 자기 비판적 성격을 확인하는 진행 과정을 파고든다. 바이는 자신의 불안감과 자기 의심에 대한 생각을 순환하기 위해 사용하는 기술과 운동을 설명하고, 최고 수준의 참가자들이 그들 자신의 삶에서 이러한 도구를 사용하도록 격려한다. 종종 유럽, 남미, 러시아를 통해 마스터 클래스 투어를 시작하는 바이는 이 진행 중인 일련의 수업을 자신의 가장 중요한 공헌 중 하나로 간주한다.

### 이븐타이드 H3000 울트라-하모니저
기타 효과 제조업체 이븐타이드는 1980년대 중반 바이의 H3000 효과 유닛에 대한 독특한 아이디어를 기여하기 위해 바이에 접근했다. 바이는 유닛에서 사용되었고 기타 효과 프로세서의 표준 알고리즘이 된 디아토닉 피치 변경과 다중 음성 조화 같은 많은 구체적인 개념을 제안했다.

## 사생활

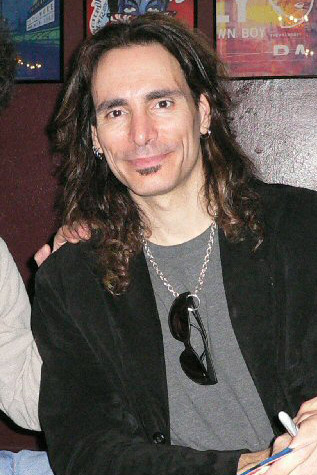
스티브 바이 (2007년)

1990년대 후반부터 바이는 가족과 함께 로스앤젤레스의 엔시노에 거주해왔다. 바이는 밴드 빅슨의 베이시스트였던 피아 마이오코와 결혼했는데(1984년 영화 《하드바디스》에서 볼 수 있는), 그는 줄리안과 파이어 바이라는 두 아이를 두고 있다. 바이는 또한 채식주의자이고 양봉가이며, 정기적으로 엔시노 사유지에 있는 벌집을 돌본다.

## 음반 목록

### 스튜디오 음반
- Flex-Able (1984년)
- Passion and Warfare (1990년)
- Sex & Religion (1993년)
- Fire Garden (1996년)
- Flex-Able Leftovers (1998년)
- The Ultra Zone (1999년)
- Real Illusions: Reflections (2005년)
- The Story of Light (2012년)
- Modern Primitive (2016년)
- Inviolate (2022년)